# Lotte Andersen (Schauspielerin)
Lotte Merete Andersen (* 18. März 1963) ist eine dänische Schauspielerin,  Sängerin, Dokumentarfilmerin und Autorin.

## Leben
Lotte Andersen ist die Tochter des Regisseurs Erik Andersen und dessen Ehefrau Solveig Søndergaard. Andersen schloss keine Schauspielausbildung ab und begann im Alter von 24 Jahren als Schauspielerin zu arbeiten. Davor hatte sie ein Studium der Literaturwissenschaften begonnen. Sie lernte in den 1980er-Jahren die Theatergruppe Dr. Dante in Allerød kennen, wo sie 1984 als Sängerin und Chorleiterin Mitglied wurde. Dort trat sie schließlich auch in ihrer ersten kleinen Rolle als Schauspielerin auf. Ab 1992 gehörte sie dem Hauptensemble an und sie spielte bis 2002 auch in größeren Produktionen mit. Im Jahr 1994 spielte sie erstmals eine größere Filmrolle im dänischen Thriller Nightwatch – Nachtwache.
Im Mai 2010 veröffentlichte sie das Album Hjemmefra in ihrer eigenen Musik- und Produktionsgesellschaft Songbirds. Im selben Jahr hatte sie mit Sange fra Ilulissat ihr Debüt als Dokumentarfilmerin. Darin beschreibt sie das Leben von Jugendlichen in der grönländischen Stadt Ilulissat. Im Januar 2013 verlor sie nach einer Erkältung ihre Stimme und konnte erst im Spätsommer des Jahres wieder sprechen. Gemeinsam mit Amalie Kestler gab sie 2018 das Buch Carl & Marie heraus, in welchem sie das Leben des Künstlerehepaares Carl Nielsen und Anne Marie Carl-Nielsen beschreibt. Das Buch baut auf den Briefen zwischen den beiden Künstlern auf.
Sie war mit dem Schauspieler Kim Bodnia verheiratet, mit dem sie gemeinsam in Nightwatch mitspielte. Gemeinsam sind sie die Eltern von Louis Bodnia, der ebenfalls als Schauspieler tätig ist.

## Filmografie (Auswahl)
- 1989: The Dreamer
- 1994: Nightwatch – Nachtwache
- 1995: Juletestamentet (Fernsehserie, 24 Folgen)
- 1997: Strisser på Samsø (Fernsehserie, 3 Folgen)
- 1998: I wonder who’s kissing you now
- 1999: Im Sog der Angst
- 2000: Edderkoppen (Mini-Serie, 5 Folgen)
- 2001: Sommer mit Onkel Erik
- 2001: Den serbiske dansker
- 2002: Okay
- 2002: Hvor svært kan det være (Fernsehserie, 10 Folgen)
- 2002: Tinke – Kleines starkes Mädchen
- 2003: Alt, neu, geliehen & blau
- 2004: Oh Happy Day
- 2004: Min søsters børn i Ægypten
- 2003: Der Sonnenkönig
- 2005: Jul i Valhal (Fernsehserie, 4 Folgen)
- 2007: Daisy Diamond
- 2008: Album (Fernsehserie, 4 Folgen)
- 2008–2009: 2900 Happiness (Fernsehserie, 28 Folgen)
- 2009–2012: Kommissarin Lund (Fernsehserie, 13 Folgen)
- 2012: Undskyld jeg forstyrrer
- 2012–2013: Rita (Fernsehserie, 7 Folgen)
- 2013: Die Brücke – Transit in den Tod (Fernsehserie, 8 Folgen)
- 2016: Bedrag (Fernsehserie, eine Folge)
- 2018: Ditte & Louise
- 2018: Small Town Criminals (Fernsehserie)
- 2020: Wenn die Stille einkehrt (Fernsehserie, 7 Folgen)
- seit 2020: Dan Sommerdahl – Tödliche Idylle (Fernsehserie)
- 2021: Die Schwesternschule (Fernsehserie)
- 2021: Kometernes jul (Fernsehserie)
- 2022: Kagefabrikken
- 2023: Meter i sekundet